# Индустар

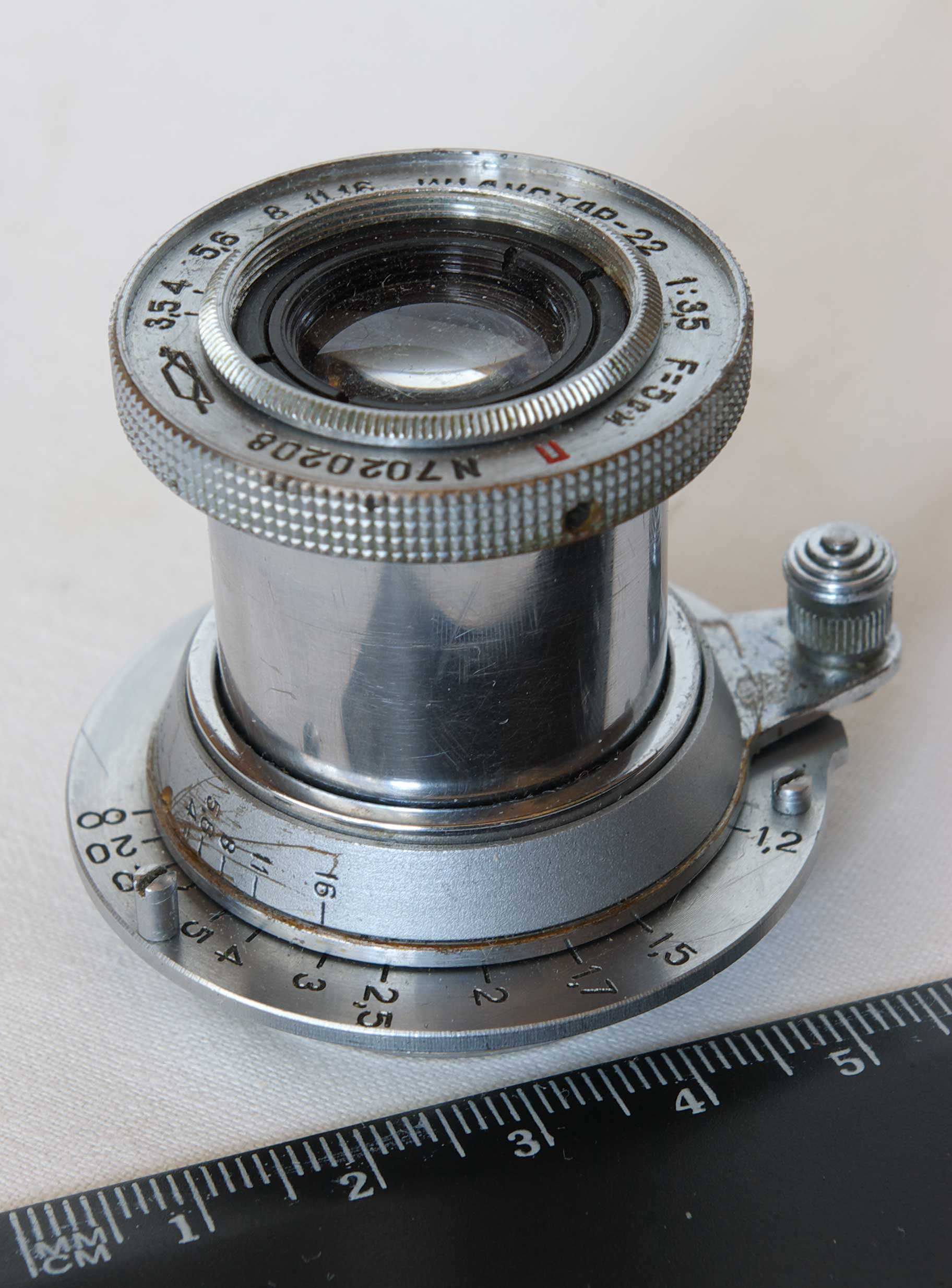
Один из первых серийных советских объективов «Индустар-22» в складной оправе для фотоаппарата «ФЭД»

«Индуста́р» — торговая марка объективов анастигматов, выпускавшихся в СССР с начала 1930-х годов в разнообразных конструктивных исполнениях и с различными оптическими параметрами. Общей чертой всех «Индустаров» была принципиальная оптическая схема Zeiss Tessar, патентные права на которую истекли в конце 1920-х годов. Все объективы этого типа состоят из трех компонентов, последний из которых, в отличие от триплета, представляет собой две склеенные линзы. Большая часть «Индустаров» относится к группе нормальных, и использовалась в качестве штатных в большинстве советских фотоаппаратов, а также в фотоувеличителях, кинокамерах, аэрофотоаппаратах и другом оборудовании.
Название образовано от корня слова «индустрия», так как объективы появились в первой пятилетке эпохи индустриализации. Впервые в СССР эти объективы появились как результат копирования фотоаппарата Leica II с маркировкой «ФЭД», и в дальнейшем получили собственное название. Ниже приводится неполный перечень фотографических объективов «Индустар» и их характеристики.

## Объективы «Индустар»

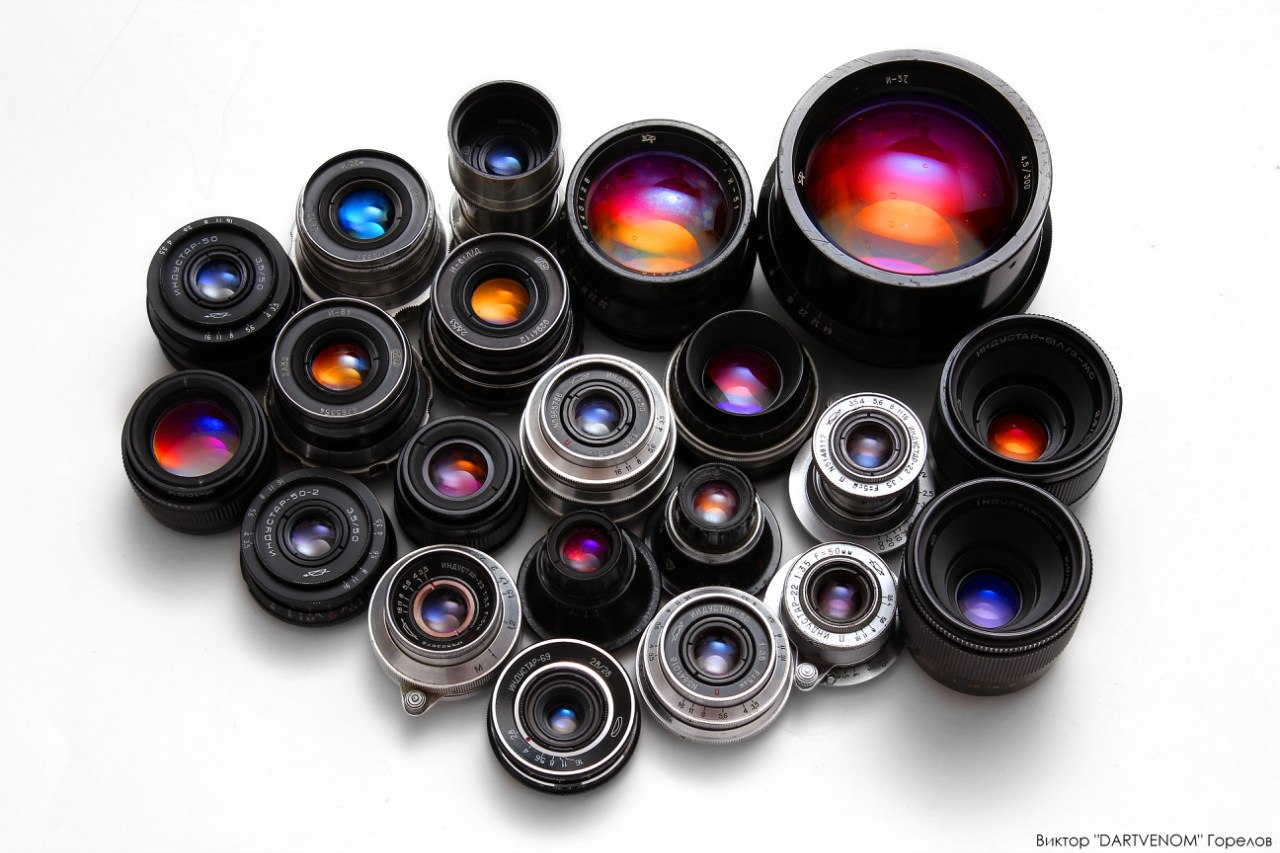
Объективы семейства «Индустар»

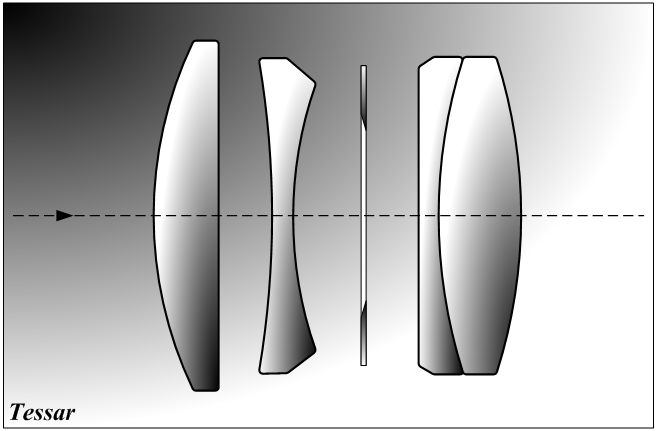
Оптическая схема, использованная в объективах «Индустар»

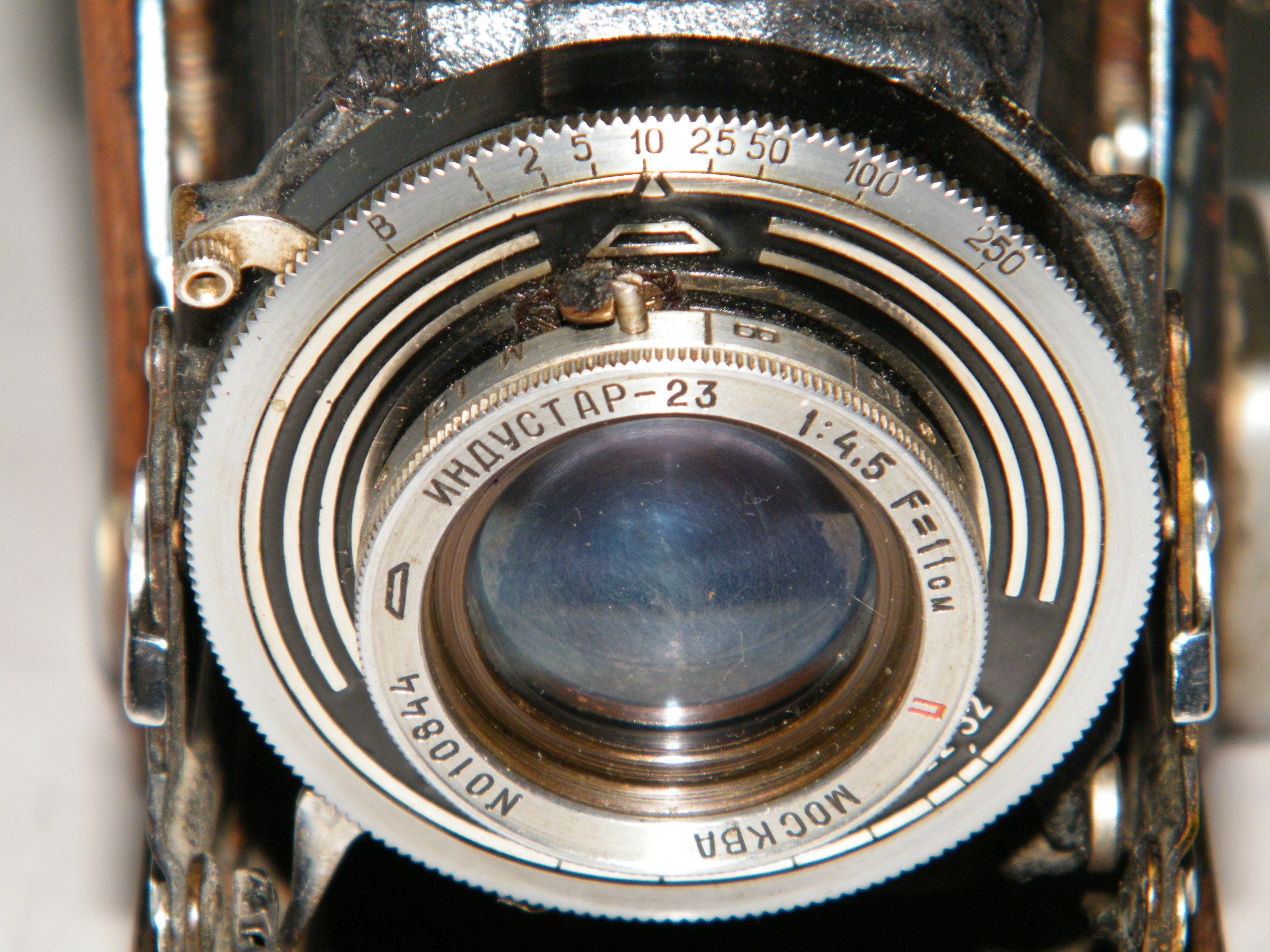
Объектив «Индустар-23» фотоаппарата «Москва»

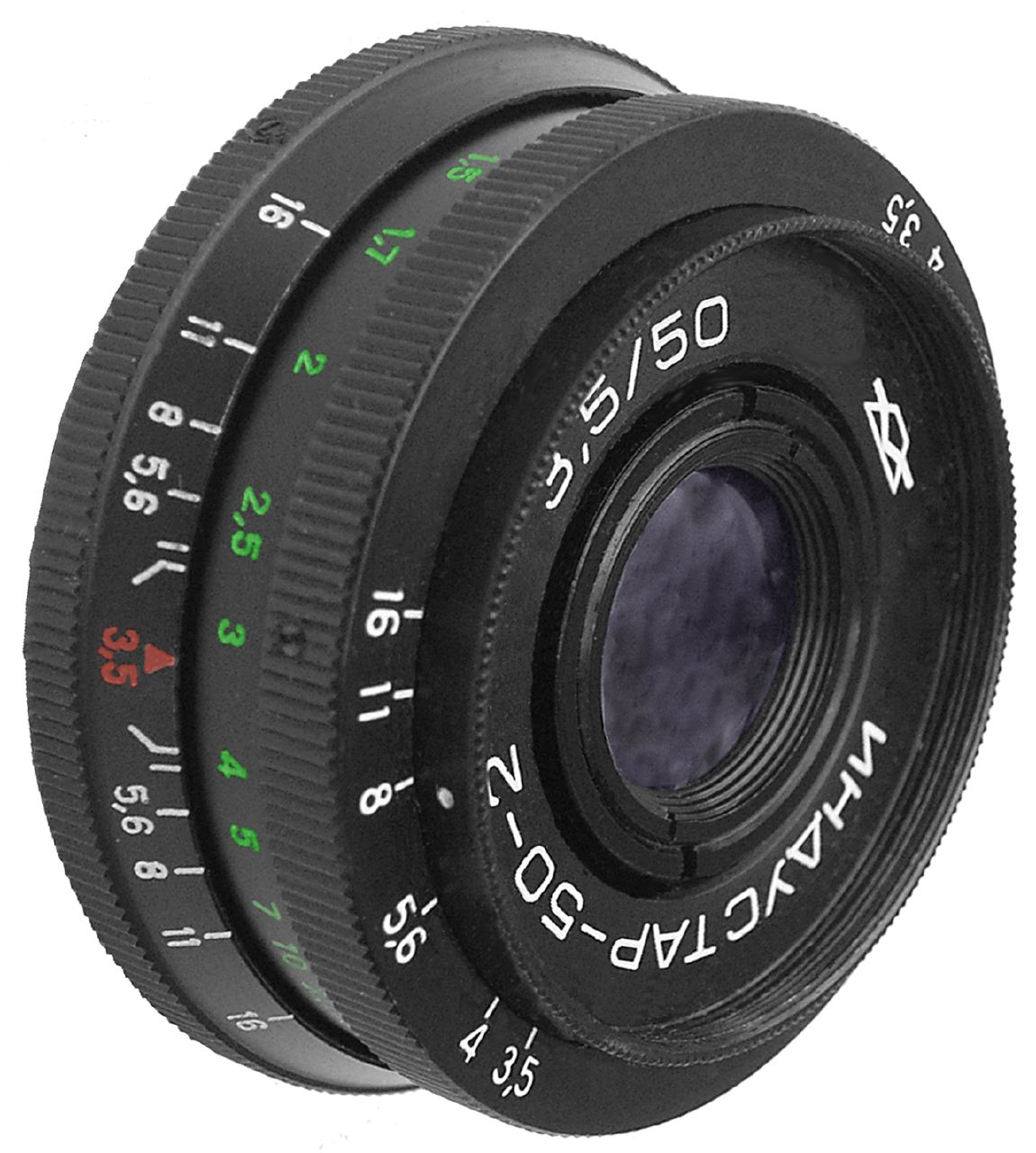
«Индустар-50-2» в оправе для фотоаппаратов «Зенит»

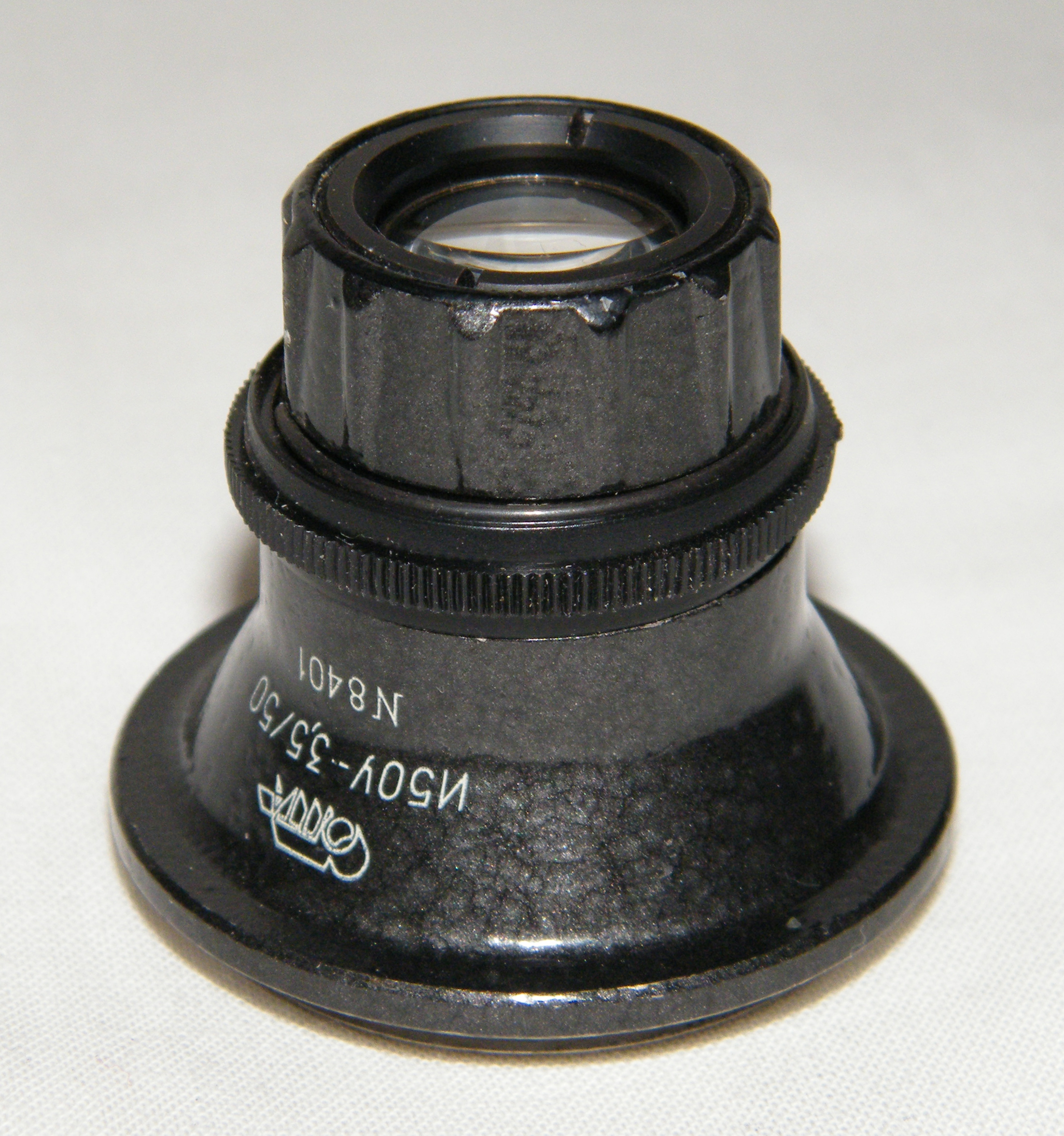
«Индустар-50У» в оправе для фотоувеличителей

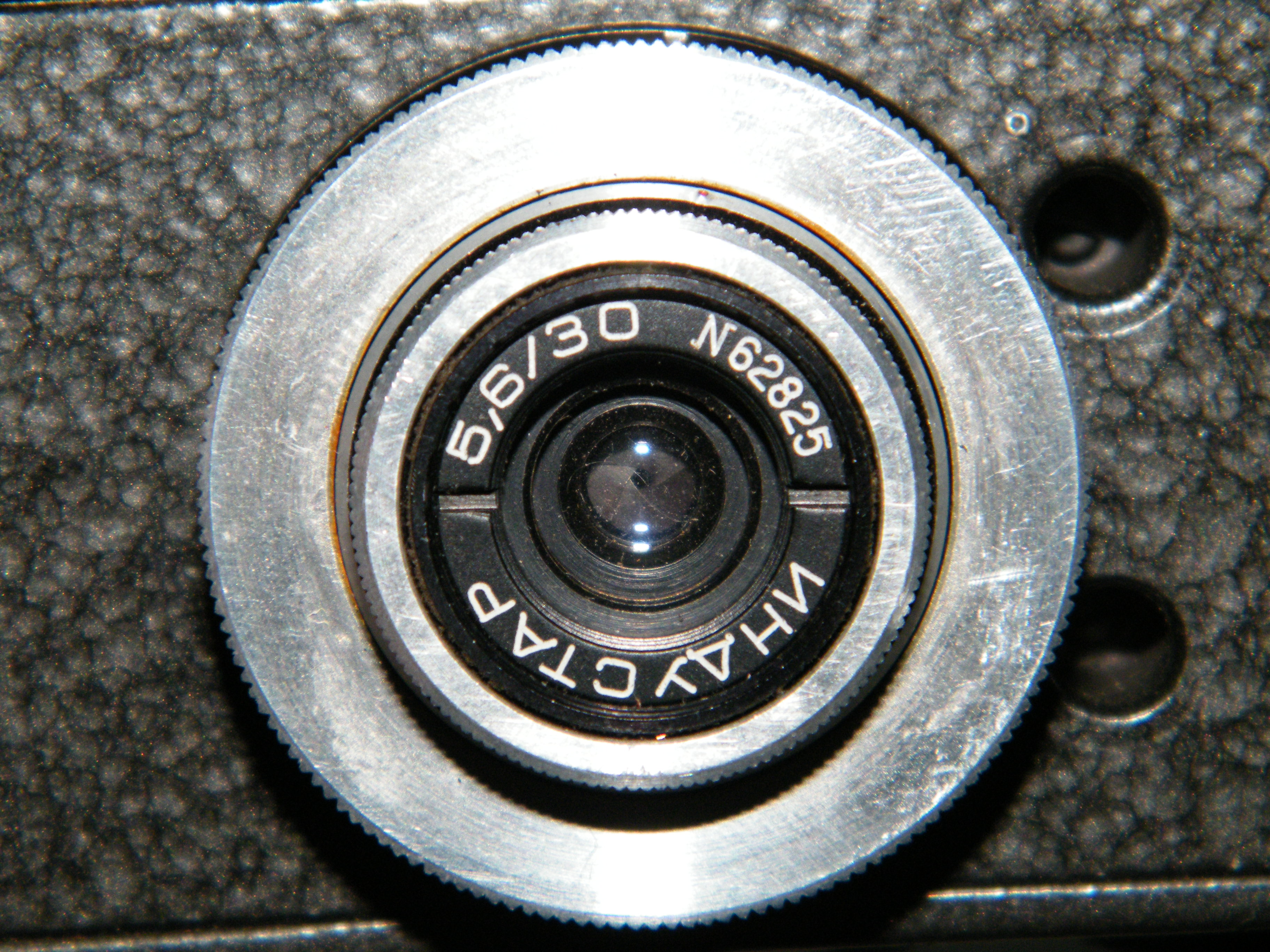
«Индустар» 5,6/30

Точные значения фокусных расстояний не всегда совпадают с указанными на оправе округлёнными цифрами и приводятся из каталога разработчика объективов ГОИ им. Вавилова.
| Модель          | Формат     | Фокусное расстояние | Светосила | Угловое поле |
| --------------- | ---------- | ------------------- | --------- | ------------ |
| Индустар 2,5/50 | 24×36 мм   | 52 мм               | ƒ/2,5     | 45°          |
| Индустар 5,6/30 | 18×24 мм   | 30 мм               | ƒ/5,6     | 53°~         |
| Индустар-2      | 90×120 мм  | 135 мм              | ƒ/4,5     | 55°          |
| Индустар-3      | 180×180 мм | 300 мм              | ƒ/4,5     | 46°~         |
| Индустар-4      | 130×180 мм | 210 мм              | ƒ/4,5     | 56°          |
| Индустар-6      | 60×60 мм   | 75 мм               | ƒ/3,5     | 55°          |
| Индустар-7      | 65×90 мм   | 105 мм              | ƒ/3,5     | 55°          |
| Индустар-10     | 24×36 мм   | 50 мм               | ƒ/3,5     | 45°          |
| Индустар-11     | 300×400 мм | 300~1200 мм         | ƒ/9,0     | 23~80°~      |
| Индустар-13     | 180×240 мм | 300 мм              | ƒ/4,5     | 53°          |
| Индустар-17     | 180×240 мм | 476 мм              | ƒ/5,0     | 35°          |
| Индустар-20     | 180×240 мм | 300 мм              | ƒ/4,5     | 53°~         |
| Индустар-22     | 24×36 мм   | 51,39 мм            | ƒ/3,5     | 46°          |
| Индустар-23     | 60×90 мм   | 110 мм              | ƒ/4,5     | 53°          |
| Индустар-24     | 60×90 мм   | 108,25 мм           | ƒ/3,5     | 52°          |
| Индустар-24М    | 24×36 мм   | 108,25 мм           | ƒ/3,5     | 23°          |
| Индустар-26     | 24×36 мм   | 52 мм               | ƒ/2,8     | 45°          |
| Индустар-27     | 60×90 мм   | 113 мм              | ƒ/3,5     | 51°          |
| Индустар-28     | 24×36 мм   | 50 мм               | ƒ/3,5     | 46°          |
| Индустар-29     | 60×60 мм   | 82,2 мм             | ƒ/2,8     | 55°          |
| Индустар-30     |            | 20 мм               | ƒ/3,5     | 53°          |
| Индустар-33     | 24×36 мм   | 80 мм               | ƒ/2,8     | 30°          |
| Индустар-36     | 90×120 мм  | 150 мм              | ƒ/4,5     | 55°          |
| Индустар-37     | 180×240 мм | 302,35 мм           | ƒ/4,5     | 53°          |
| Индустар-38     | 14×21 мм   | 28 мм               | ƒ/2,8     | 49°          |
| Индустар-47     | 24×36 мм   | 52 мм               | ƒ/3,5     | 46°          |
| Индустар-48     |            | 22,5 мм             | ƒ/3,0     | 44°          |
| Индустар-49     | 24×36 мм   | 25 мм               | ƒ/3,5     | 82°          |
| Индустар-50     | 24×36 мм   | 52,48 мм            | ƒ/3,5     | 45°          |
| Индустар-51     | 130×180 мм | 210,46 мм           | ƒ/4,5     | 56°          |
| Индустар-52     | 300×300 мм | 500 мм              | ƒ/5,0     | 44°          |
| Индустар-55У    | 90×120 мм  | 140 мм              | ƒ/4,5     | 56°~         |
| Индустар-56     | 60×60 мм   | 110 мм              | ƒ/2,8     | 42°          |
| Индустар-57     | 24×36 мм   | 50 мм               | ƒ/3,5     | 45°          |
| Индустар-58     | 60×60 мм   | 74,92 мм            | ƒ/3,5     | 55°          |
| Индустар-60     | 14×21 мм   | 35 мм               | ƒ/2,8     | 40°          |
| Индустар-61     | 24×36 мм   | 52,42 мм            | ƒ/2,8     | 46°          |
| Индустар-62     | 24×36 мм   | 50 мм               | ƒ/3,5     | 45°          |
| Индустар-63     | 24×36 мм   | 45 мм               | ƒ/2,8     | 50°          |
| Индустар-65     | 14×21 мм   | 28 мм               | ƒ/2,8     | 48,5°        |
| Индустар-69     | 18×24 мм   | 27,58 мм            | ƒ/2,8     | 56°          |
| Индустар-70     | 24×36 мм   | 50 мм               | ƒ/2,8     | 48°          |
| Индустар-71     | 24×36 мм   | 47 мм               | ƒ/2,8     | 49,4°        |
| Индустар-73     | 24×36 мм   | 41,44 мм            | ƒ/2,8     | 56°          |
| Индустар-75     | 18×24 мм   | 30 мм               | ƒ/2,8     | 52°          |
| Индустар-77     | 73×96 мм   | 120 мм              | ƒ/4,8     | 53°          |
| Индустар-81     | 24×36 мм   | 38 мм               | ƒ/2,8     | 60°          |
| Индустар-85     | 80×80 мм   | 113,5 мм            | ƒ/8,0     | 54°~         |
| Индустар-87     | 13×17 мм   | 25 мм               | ƒ/5,6     | 46°          |
| Индустар-90У    | 60×60 мм   | 75 мм               | ƒ/4,5     | 57°~         |
| Индустар-92     | 24×36 мм   | 38 мм               | ƒ/2,8     | 60°          |
| Индустар-95     | 24×36 мм   | 38 мм               | ƒ/2,8     | 60°          |
| Индустар-96У    | 24×36 мм   | 50 мм               | ƒ/3,5     | 47°~         |
| Индустар-100У   | 60×90 мм   | 110 мм              | ƒ/4,0     | 52°~         |
| Индустар-104    | 18×24 мм   | 28 мм               | ƒ/2,8     | 56°          |
| Индустар-105У   | 24×36 мм   | 50 мм               | ƒ/4,0     | 47°~         |
| Индустар-А      | 300×300 мм | 500 мм              | ƒ/5,0     | 46°          |
| Индустар-А2     | 300×300 мм | 500 мм              | ƒ/5,0     | 44°          |
| Индустар-А13    | 180×180 мм | 297 мм              | ƒ/4,5     | 46°          |
| Индустар-Е-С    | 180×180 мм | 213,8 мм            | ƒ/5,5     | 61°          |
| Индустар-ЗИК    | 24×36 мм   | 40 мм               | ƒ/8,0     | 57°~         |
| Индустар-М      | 13×17 мм   | 23 мм               | ƒ/3,5     | 50°          |
| УФ-Индустар     | 130×180 мм | 210 мм              | ƒ/4,5     | 55°          |

## Индустар-22

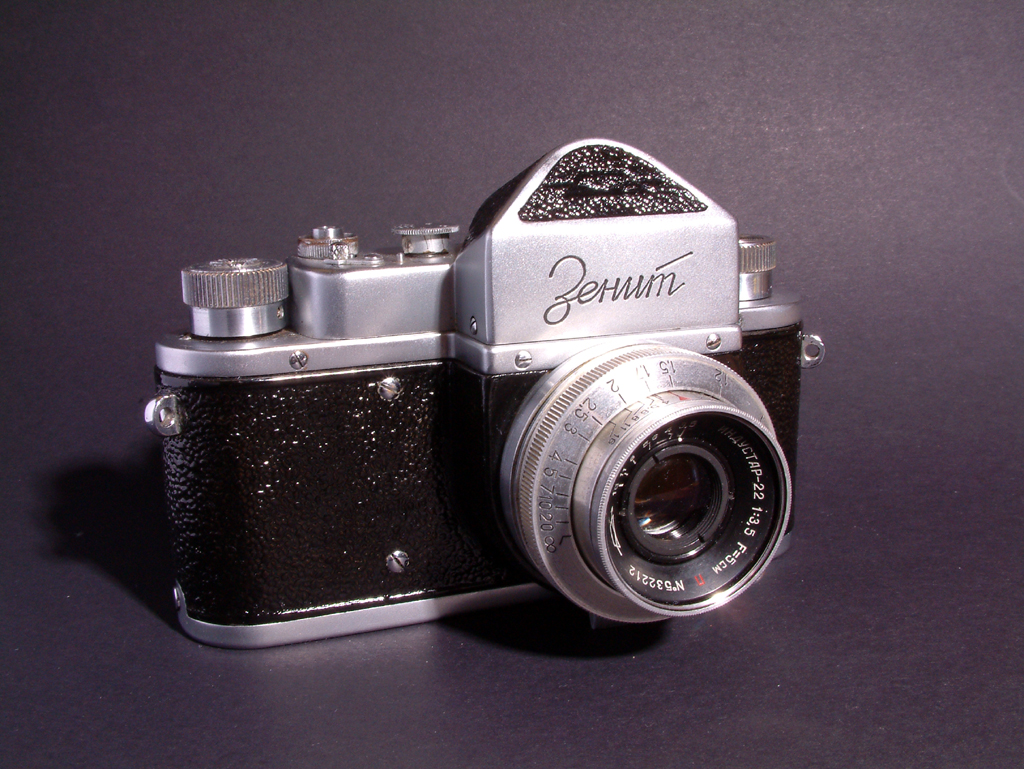
«Индустар-22» на зеркальном фотоаппарате «Зенит»

Штатный объектив с просветлением. Снабжён ирисовой диафрагмой. Выпускался в складной и жёсткой оправе. Копия объектива Leitz Elmar для фотоаппарата Leica II.
Предназначался для дальномерных фотоаппаратов «Зоркий», а с индексом «У» — для фотоувеличителей. Позднее в более короткой оправе использовался в качестве штатного для первых «Зенитов» — «Зенит» и «Зенит-С».
В конце 1950-х годов был пересчитан и заменён на более качественный «Индустар-50».
- Особенность конструкции — несмотря на то, что на фотоаппаратах «ФЭД» и «Зоркий» применялось одинаковое крепление объектива с рабочим отрезком 28,8 мм — складной объектив «Индустар-22» трудно установить на камеры «ФЭД-2,-3,-4,-5». У тубусного «Индустара-22» имеется кнопка, фиксирующая шкалу расстояний на «бесконечности». Расстояние между посадочной плоскостью объектива и корпусом у «Зорких» немного больше, чем у «ФЭДов», на аппаратах «ФЭД» эта кнопка иногда касается корпуса и не позволяет полностью вворачивать объектив.

## Индустар-50
Основной объектив фотоаппаратов «Зоркий», «Зенит», «Кристалл», выпускавшийся в качестве замены устаревшему «Индустар-22». Самой известной и массовой версией с маркировкой «Индустар-50-2» комплектовались фотоаппараты «Зенит» с резьбой М42 и без привода нажимной диафрагмы. В более дорогих комплектациях альтернативой «Индустару» был более светосильный «Гелиос-44-2».

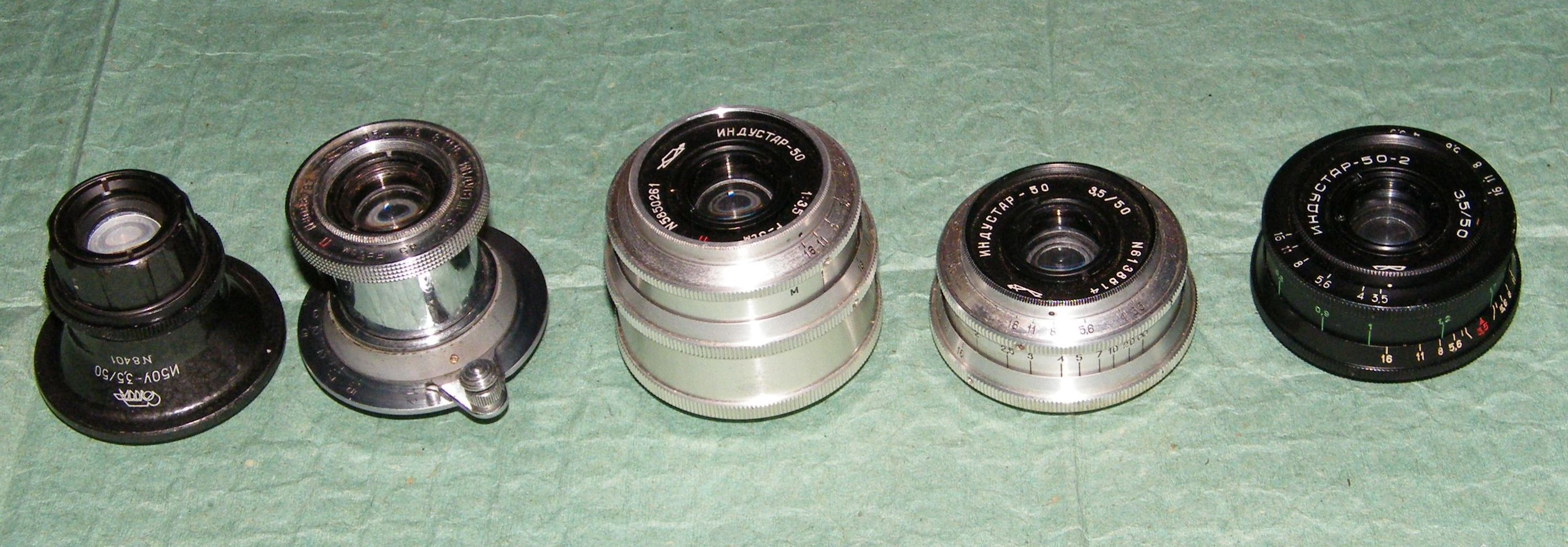
Объектив «Индустар-50» в разных исполнениях: для фотоувеличителей; с выдвижной оправой; в жёсткой оправе для дальномерных (в центре) и зеркальных фотоаппаратов с резьбой М39×1; вариант «Индустар-50-2» с резьбой М42×1

Для дальномерных камер выпускался в двух вариантах — в складной оправе, аналогичной «Индустару-22», и жёсткой, унифицированной с объективами для зеркальных аппаратов «Зенит». У дальномерного «Индустара-50» легко отворачивалось удлинительное кольцо и толкатель дальномера, после чего объектив мог быть установлен на фотоаппараты «Зенит» с креплением M39×1. Объектив рассчитан в 1953 году Михаилом Мальцевым.
Выпускался также на Лыткаринском (ЛЗОС) и Казанском (КОМЗ) оптико-механических заводах.
Модификации:
- «Индустар-50У» (И-50У) — вариант для фотоувеличителей, выпускался ЛЗОС и ФОЗ (Феодосийским оптическим заводом)
- «Индустар-50-2» — вариант с креплением М42×1 для зеркальных малоформатных фотоаппаратов.
- «Индустар-50С», «Индустар-50МТ» — варианты в специальной оправе, позволяющей снимать через эндоскоп. Предназначались для фотоаппаратов «Зенит-МТ», «Зенит-МТ1» соответственно. Относительное отверстие 1:7.

## Индустар-61

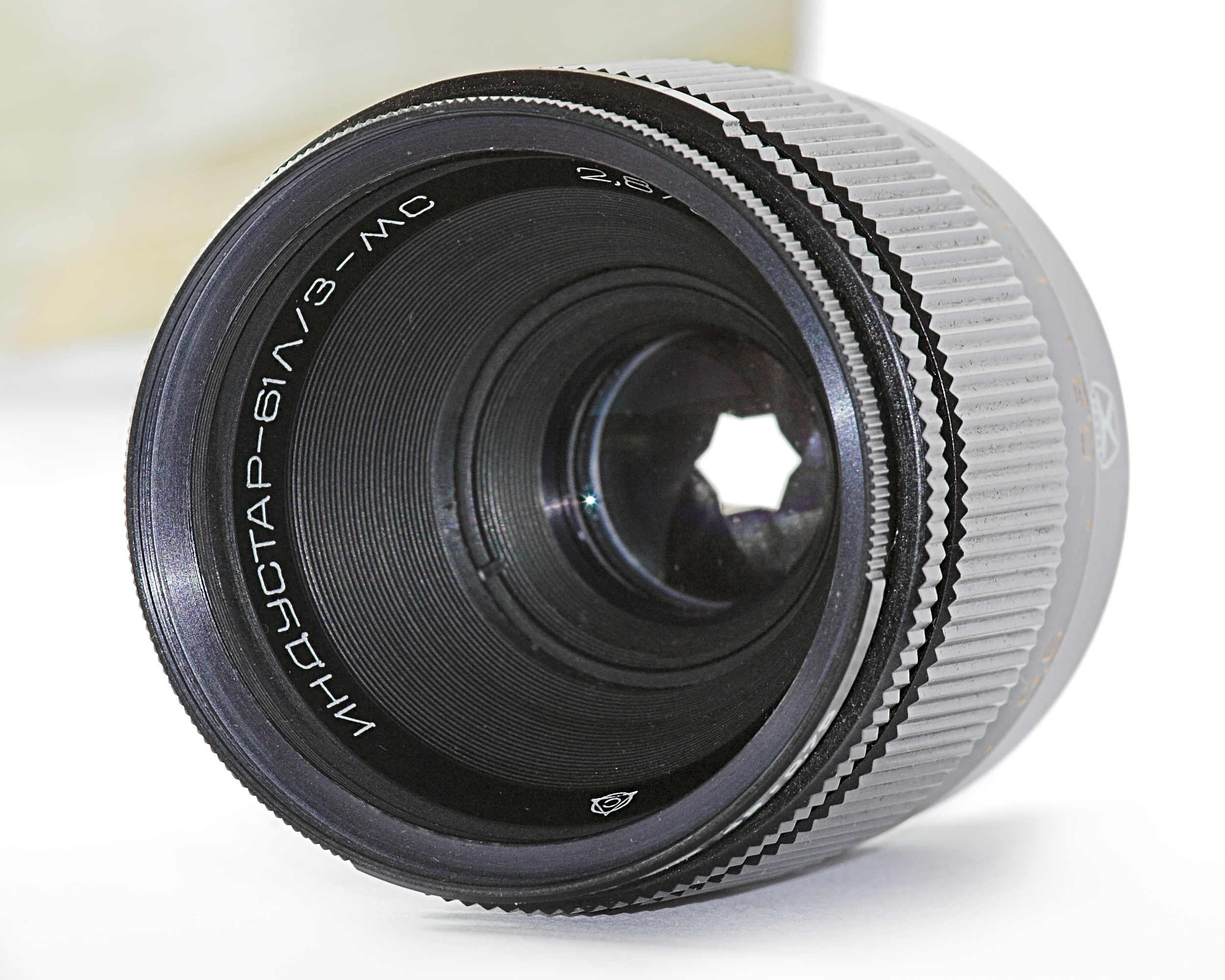
Объектив «Индустар-61 Л/З-МС». Буквы в названии обозначают: «Л» — лантановый; «З» — для зеркальных фотоаппаратов; «МС» — многослойное ахроматическое просветление

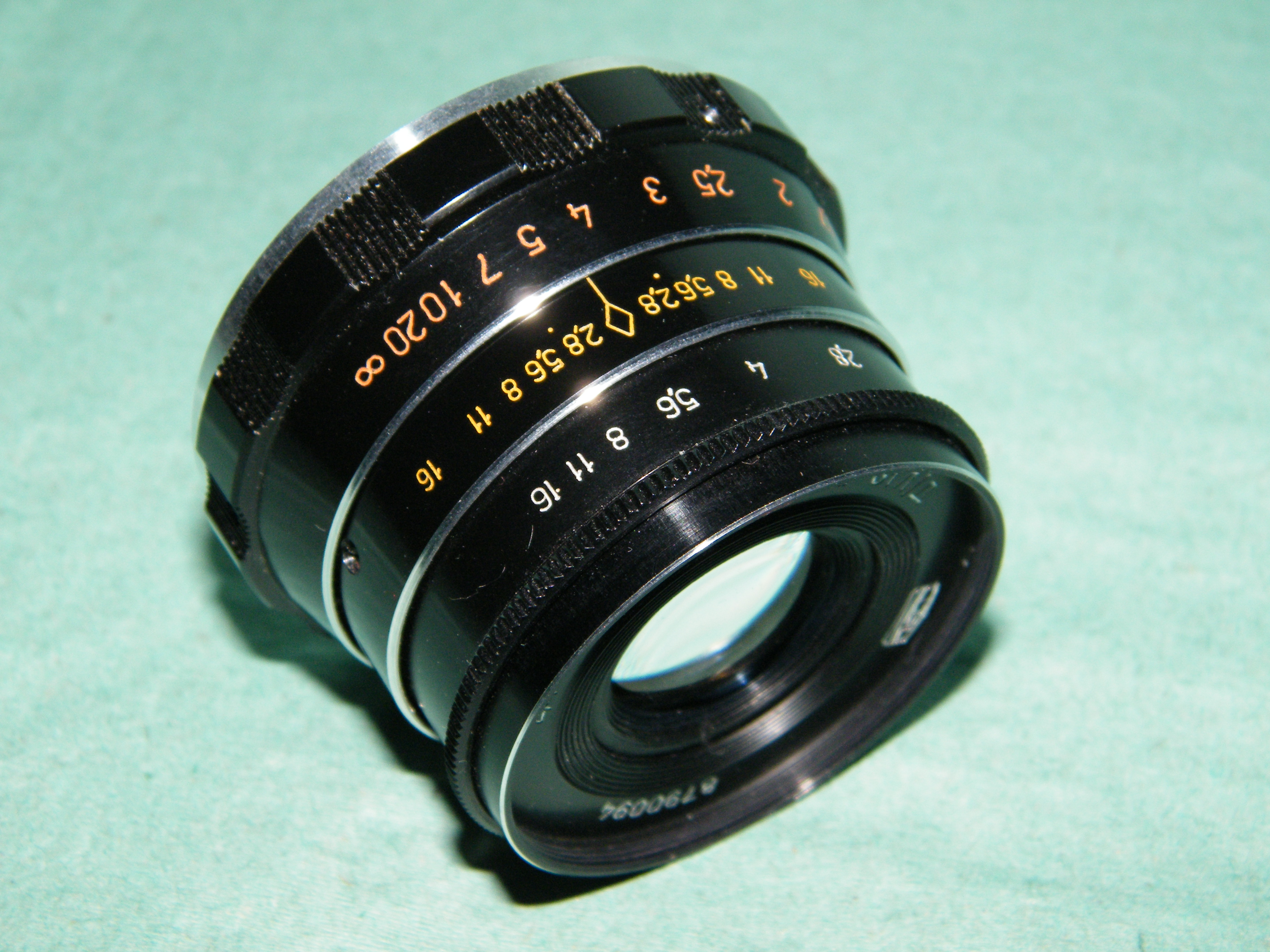
Объектив «Индустар-61 Л/Д» с лантановыми стеклами для дальномерных фотоаппаратов

Просветлённый объектив средней светосилы с лантановыми стёклами. Расчёт выполнен известными советскими оптиками академиком Г. Слюсаревым и В. Соколовой в соответствии с тенденциями использования новейших сортов оптического стекла с редкоземельными элементами. В обеих положительных линзах применён лантановый сверхтяжёлый крон «СТК-6». Такое стекло обладает высоким показателем преломления, позволяя получать ту же оптическую силу при меньшей кривизне поверхностей и, как следствие — сниженных аберрациях. 
По сравнению с более ранними «Индустарами» с очень быстрым падением разрешения к краям кадра, новый объектив обеспечивает более равномерную резкость по полю. Выпускался в разных оправах для разных типов малоформатной фотоаппаратуры. На оправах различных версий фокусное расстояние могло обозначаться, как 50, 52, 53 и 55 мм, хотя его точное значение составляет 52,42 мм.
Четырёхлинзовый «Индустар-61» имеет почти ту же разрешающую способность, что и шестилинзовый «Гелиос-81». Использовался как штатный для «ФЭДов» и сменный для «Зенитов». Обозначение «Д» означает исполнение для дальномерных камер, а «З» — для зеркальных. В зеркальной версии оправа могла сильно выдвигаться, позволяя вести макросъемку на дистанции до 0,3 метра без удлинительных колец. За отличную резкость и высокий контраст во многих случаях фотографы предпочитали «Индустар-61 Л/З» штатному «Гелиос-44».
В СССР выпускался на трёх заводах.
На Харьковском заводе ФЭД производились модификации:
- «Индустар-61» — штатный объектив дальномерных камер «ФЭД-2», «ФЭД-3», и «ФЭД-4».
- «Индустар-61 Л/Д» — штатный объектив дальномерных камер «ФЭД-3», «ФЭД-4», и «ФЭД-5». Модификация «Индустар-61»
- «Индустар-61 Л/Д» для прототипа фотоаппарата «ФЭД-6 TTL». Выпущен в малом количестве.
- «Индустар-61» — байонетный вариант для фотокамер с центральным затвором «ФЭД-10».
- «Индустар-61» — несменный объектив для фотоаппарата «ФЭД-11» («ФЭД-Атлас»).

На КМЗ в малых количествах производились модификации:
- «Индустар-61-З» — для зеркальных фотокамер. Был разработан самым первым из модификаций объектива для зеркальных камер. Крепление M39×1/45,2. Разрешающая способность (центр/край) 38/25 лин/мм, размер Ø57/55. Кольцо предварительной установки диафрагмы.
- «Индустар-61А» — вариант с асферической линзой[32].
- «Индустар-61М» — для фотоаппаратов «Зенит» с креплением М42×1 и прыгающей диафрагмой. Снабжён переключателем «А-М». Размеры Ø59,5 × 58 мм.

На ЛЗОС производились модификации:
- «Индустар-61 Л» — для дальномерных фотоаппаратов с креплением М39×1, 12 лепестков диафрагмы.
- «Индустар-61 Л/З» — для зеркальных фотоаппаратов с креплением М42×1.
- «Индустар-61 Л/З МС» — с многослойным просветлением — для зеркальных фотоаппаратов с креплением М42×1.

## Индустар-69

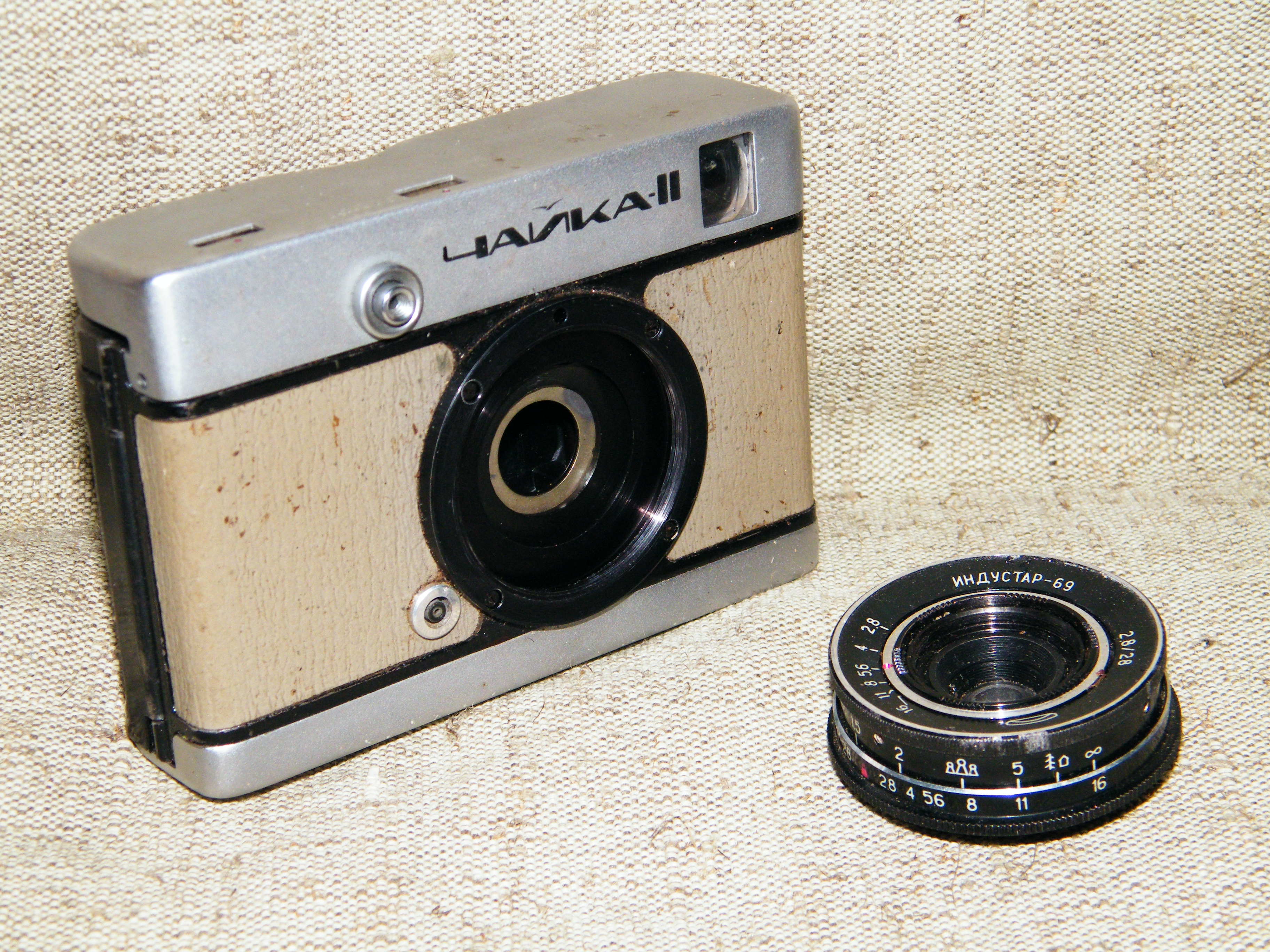
«Индустар-69» и фотоаппарат «Чайка-2»

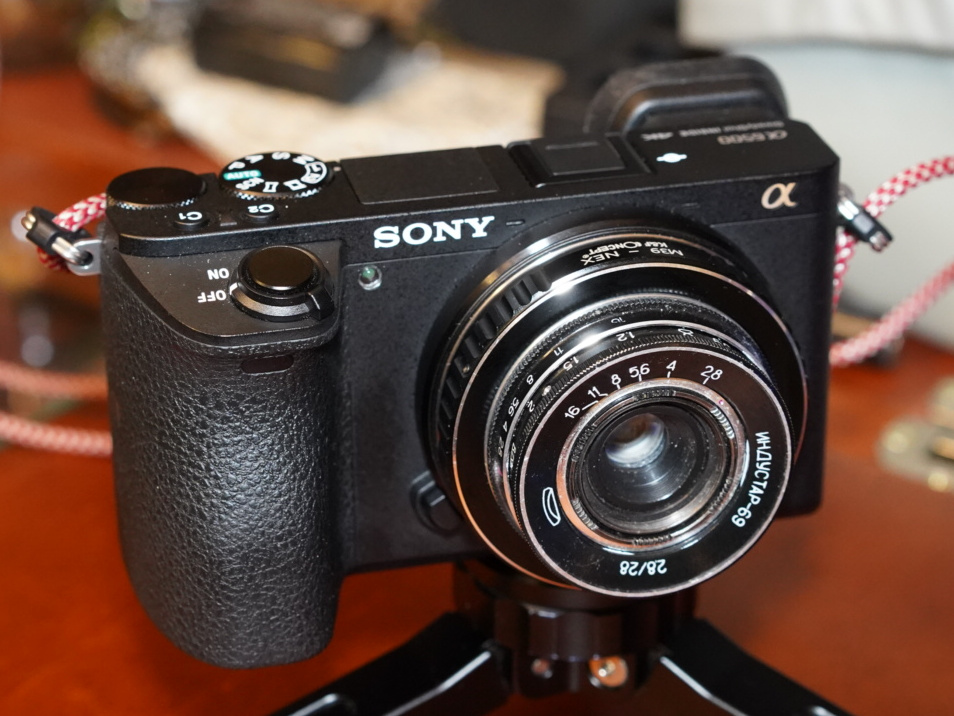
«Индустар-69» на Sony A6500

«Индустар-69» 2.8/28 — штатный объектив от шкальных фотоаппаратов «Чайка», «Чайка-2», «Чайка-3». Предназначен для размера кадра 18x24 мм, на полнокадровых фотоаппаратах имеет значительное виньетирование на периферии кадра.
Характеристики:
- Фокусное расстояние — 28 мм.
- Пределы диафрагмирования — f/2.8—16.
- Вес — 55 г.
- Длина — 19 мм.
- Количество лепестков диафрагмы — 5.
- Минимальная дистанция фокусировки — 0,8 м.
- Оптическая схема — 4 элемента в 3 группах.
- Крепление — несменный на «Чайка-1», резьба М39/27,5 на «Чайка-2», «Чайка-3».

Объектив «Индустар-69» может использоваться на современных беззеркальных фотоаппаратах с матрицей размером не более APS-C с помощью переходника M39×1/28,8 на соответствующий байонет. Из-за нестандартного рабочего отрезка объектива Индустар-69 (27,5 мм против 28,8 мм) при этом теряется возможность фокусировки на бесконечность, что решается путём доработки механики объектива в домашних условиях.